# Secessio plebis
Secessio plebis (wycofanie się pospólstwa lub secesja plebejuszy) było nieformalnym przejawem władzy obywateli rzymskich pochodzenia plebejskiego, stosowanym między V wiekiem p.n.e. a III wiekiem p.n.e., podobnym w koncepcji do strajku generalnego. Podczas secessio plebis plebejusze masowo opuszczali miasto w formie protestu migracyjnego, pozostawiając patrycjuszy samych sobie. W efekcie secessio oznaczało, że wszystkie sklepy i warsztaty były zamykane, a transakcje handlowe w dużej mierze ustawały. Była to skuteczna strategia w ramach Konfliktu Stanów (Conflict of the Orders) ze względu na przewagę liczebną; plebejusze stanowili zdecydowaną większość populacji Rzymu i odpowiadali za większość produkcji żywności oraz zasobów, podczas gdy patrycjusze byli członkami mniejszościowej klasy wyższej, odpowiednikiem późniejszej szlachty ziemskiej.
Autorzy podają różne liczby dotyczące tego, ile razy miały miejsce secesje. M. Cary i H. H. Scullard wskazują, że między 494 a 287 rokiem p.n.e. miało miejsce pięć secesji.

## Secesje w historii Rzymu

### Pierwsza Secesja494 rok p.n.e.
Pierwsza secesja plebejuszy miała miejsce w 494 roku p.n.e. i była odpowiedzią na ucisk ekonomiczny oraz brak reprezentacji politycznej. Plebejusze wycofali się na Mons Sacer (Świętą Górę), co zmusiło patrycjuszy do negocjacji i wprowadzenia urzędu trybuna ludowego, który miał chronić interesy plebejuszy.

### Druga Secesja –449 rok p.n.e.
Druga secesja została wywołana przez nadużycia władzy przez decemwirów (dziesięciu mężów), którzy wprowadzili niepopularne prawa. Plebejusze opuścili miasto, domagając się przywrócenia praw obywatelskich i zniesienia nadużyć. W wyniku tego powstały Prawo dwunastu tablic (Lex Duodecim Tabularum), które stały się podstawą prawa rzymskiego.

### Trzecia Secesja445 rok p.n.e.
Trzecia secesja była związana z konfliktem o prawo do zawierania małżeństw między patrycjuszami a plebejuszami (Lex Canuleia). Plebejusze domagali się zniesienia zakazu takich małżeństw, co ostatecznie zostało przyjęte, choć pełne równouprawnienie polityczne nadal nie zostało osiągnięte.

### Czwarta Secesja342 rok p.n.e.
Czwarta secesja była wynikiem konfliktu o długi i nadużycia władzy przez patrycjuszy. Plebejusze ponownie opuścili miasto, domagając się reform ekonomicznych i politycznych. W wyniku tej secesji wprowadzono nowe przepisy dotyczące długów oraz zwiększono dostęp plebejuszy do urzędów publicznych.

### Piąta Secesja287 rok p.n.e.
Piąta i ostatnia secesja miała miejsce w 287 roku p.n.e. i była związana z konfliktem o równouprawnienie polityczne. Plebejusze wycofali się na Janiculum (Janikulum), co doprowadziło do uchwalenia Ustawy Hortensjusza. Na mocy tej ustawy uchwały zgromadzeń plebejskich (plebiscita) zyskały moc prawną obowiązującą wszystkich obywateli, co ostatecznie zakończyło Konflikt Stanów i zapewniło plebejuszom pełne równouprawnienie.

Secesje plebejuszy były kluczowym elementem walki o prawa polityczne i społeczne w starożytnym Rzymie, a ich skutki miały trwały wpływ na rozwój republikańskich instytucji.

## Zobacz także
- Secesja awentyńska
- Obywatelskie nieposłuszeństwo